# Назимов, Илья Александрович
Илья Александрович Назимов (1805—1874) — русский военный, инженер-подполковник, участник русско-турецкой войны 1828—1829 гг. и подавления Польского восстания 1831 г.

## Биография
Родился 17 (29) сентября 1805 года. По окончании курса в Инженерном училище в 1822 г. Назимов был произведён в прапорщики и в конце следующего года переведен в Лейб-гвардии сапёрный батальон, в котором прослужил одиннадцать лет.
В составе этого батальона он участвовал в русско-турецкой войне 1828—1829 гг. и подавлении Польского восстания 1831 г.
В первой кампании Назимов отличился при осаде крепости Варны в качестве помощника траншей-майора; за Варну он был награждён орденом св. Владимира 4-й степени с бантом, а за другие отличия во время той же кампании произведён в поручики и награждён орденом св. Анны 3-й степени.
Польскую кампанию 1831 года Назимов начал командиром 2-й минерной роты лейб-гвардии Саперного батальона в чине штабс-капитана. Он участвовал в нескольких сражениях с поляками, причём отличился при взятии укрепления Воли. Вслед за взятием этого укрепления на Назимова было возложено поручение построить мост через р. Буг, что после семидневной спешной работы им было исполнено. Но так как гвардия снова была отозвана под Остроленку, то Назимову предписано было, усилив свой отряд эскадроном Украинского уланского полка, охранять мост, в случае же неожиданного нападения поляков сжечь его. 5 мая отряд польских инсургентов, раз в десять превышавший численностью отряд Назимова, атаковал лагерь последнего у местечка Нура. Назимов тотчас же одной части своего отряда приказал зажечь мост, а другую рассыпал в цепь и прикрывал ею действия первой. Пока саперы жгли мост, 4 эскадрона польской кавалерии пробрались во фланг отряда Назимова и стремительно его атаковали, в то время как их артиллерия осыпала отряд с фронта картечью. Отбив это нападение и видя, что мост не может уже достаться в руки неприятеля, Назимов собрал свой отряд и начал отступать. Несмотря на то, что поляки окружили его со всех сторон, Назимов энергично вел отступление, отражая на протяжении 10 верст все атаки поляков, и наконец достиг местечка Цехановцы. За этот подвиг Назимов был пожалован редкой для штабс-капитана наградой — орденом св. Анны 2-й степени с императорской короной.
Используя то, что своими военными отличиями сделался известным императору Николаю I, Назимов неоднократно ходатайствовал о смягчении участи своего брата, декабриста М. А. Назимова, жившего в то время в ссылке в Кургане. К большому огорчению его ходатайство не имело успеха.
В 1834 году вышел в отставку. Во время Крымской кампании он был выбран и утвержден начальником Островской № 194 дружины государственного недвижного ополчения, а в следующем году, когда ополчение было распущено, был назначен управляющим Вятской удельной конторой. В 1860 году он снова вышел в отставку и поселился в Санкт-Петербурге, где и скончался 8 (20) ноября 1874 1874 года. Похоронен на Литераторских мостках.